# Zip-a-Dee-Doo-Dah
Zip-a-Dee-Doo-Dah est une chanson composée par Allie Wrubel, avec les paroles de Ray Gilbert, et apparue initialement dans le long-métrage d'animation des studios Disney Mélodie du Sud, sorti en 1946.
Dans le film, elle est chantée par l'Oncle Rémus, joué par l'acteur américain James Baskett, comptant parmi les personnages non animés de Mélodie du Sud.

## Reprises et adaptations

### Reprises
- En 1962, Zip-a-Dee-Doo-Dah, produite par Phil Spector, est reprise (dans une version Pop), par le groupe Bob B. Soxx & the Blue Jeans (en).

### Adaptations
Henri Salvador, en 1963, enregistre une version française sous le titre Zip a di dou da.
En 1965, Zip-a-Dee-Doo-Dah est adaptée en français par Hubert Wayaffe, sous le titre Zeep a dee yeh, interprété par Johnny Hallyday sur l'album Hallelujah. 

## Distinction et postérité
Zip-a-Dee-Doo-Dah obtient l'Oscar de la meilleure chanson originale en 1947.
Entre 1985 et 1988, sous une forme instrumentale, elle apparait comme générique de l’émission Le Disney Channel.
En 2004 elle (dans la version originale du film Mélodie du Sud), est classée 47e dans la liste des « 100 plus grandes chansons du cinéma américain » selon l'American Film Institute (AFI).